# Randy Fokke
Randy Fokke (Zaandam, 11 september 1984) is een Nederlands actrice.

## Biografie
Naar eigen zeggen is ze door haar ouders vernoemd naar zangeres Randy Crawford. Ze groeide op in Zaandam en Hoorn, verhuisde naar Amsterdam.
Ze verzorgde in dagblad Het Parool rubrieken als Stadsbeeld (fotoserie van stadse taferelen) en de cultuuragenda. In de jaren tien van de 21e eeuw besteedde ze weer aandacht aan fotografie door cursussen aan het Centrum voor Analoge Fotografie te Utrecht en de Fotoacademie (basisopleiding afgerond in 2015).
Ze studeerde in 2008 af aan de Amsterdamse Toneelschool & Kleinkunstacademie. Ze speelde rollen in Harkum, Toren C, Sluipschutters, Levenslied  en was te zien in de korte film Tienminutengesprek. Samen met Pierre Bokma speelde ze in een productie van Oom Wanja van Anton Tsjechov (2012), in Wuivend graan (2007) van Wim T. Schippers, Bomans van Ruud van Megen (2016) en Een man een man (2019).
Vanaf najaar 2019 is ze tevens te zien als filiaalmanager Ilse bij Albert Heijn in de reclamespots van deze supermarktketen. Ze is daarin na enkele jaren de opvolger van Harry Piekema, die in haar eerste filmpje voor even terugkeerde als manager Henk van Dalen.

## Filmografie
| Films           | Films                                   | Films                           | Films                   |
| Jaar            | Titel                                   | Rol                             | Opmerkingen             |
| --------------- | --------------------------------------- | ------------------------------- | ----------------------- |
| 2011            | Alle tijd                               | Vriendin Molly                  |                         |
| 2014            | Aanmodderfakker                         | Rineke                          |                         |
| 2015            | Bosjesman                               | Anne-Marie                      | Korte film              |
| 2016            | Rokjesdag                               | Vijvermeisje                    |                         |
| 2018            | Tienminutengesprek                      | Marit                           | Korte film              |
| 2019            | Het irritante eiland                    | Julia                           | Telefilm                |
| 2020            | De Expeditie van Familie Vos            | Elise                           |                         |
| 2020            | Alles is zoals het zou moeten zijn      | Zoraya                          |                         |
| 2021            | De Hokje                                | Kim                             |                         |
| 2022            | Sonic the Hedgehog 2                    | Miles "Tails" Prower            | stemacteur              |
| 2023            | Polder                                  | -                               |                         |
| 2024            | Dit is geen kerstfilm                   | moeder van Merel                |                         |
| 2024            | Sonic the Hedgehog 3                    | Miles "Tails" Prower            | stemacteur              |
| Televisieseries |                                         |                                 |                         |
| Jaar            | Titel                                   | Rol                             | Opmerkingen             |
| 2010            | De Meisjes van Thijs                    | Mirjam                          | Afl. "Mirjam"           |
| 2011-2020       | Toren C                                 | Astrid Hepikdat                 | 16 afleveringen         |
| 2013            | Levenslied                              | Cliënte reisbureau              | Afl. "#2.6"             |
| 2015            | De Fractie                              | Willemijn / Radiostem #2 (stem) | 2 afleveringen          |
| 2015            | Overspel                                | Secretaresse Bachman            | Afl. "Net als vroeger"  |
| 2015-heden      | Sluipschutters                          | Diverse rollen                  | 19 afleveringen         |
| 2015-heden      | Miraculous: Tales of Ladybug & Cat Noir | Stem van Marinette/Ladybug      | Alle afleveringen       |
| 2016-heden      | Huize Herrie                            | Stem van Lola, Lana en Mazzy    | Alle afleveringen       |
| 2016            | Celblok H                               | Zuster Sarah                    | 2 afleveringen          |
| 2016            | Goede tijden, slechte tijden            | Iris Broekhuizen                | 4 afleveringen          |
| 2016            | Als de dijken breken                    | Sylvia                          | Afl. "Dijkring 14"      |
| 2017            | Dokter Tinus                            | Mireille van der Linden         | Afl. "De getuige"       |
| 2018            | Zuidas                                  | Mandy                           | Afl. "Fee burners"      |
| 2018            | Klem                                    | Dovenbegeleidster               | 4 afleveringen          |
| 2019            | Flikken Maastricht                      | Janeke Swater                   | Afl. "Stroom"           |
| 2019            | Harkum                                  | Kirsten Visser                  | 7 afleveringen          |
| 2019            | Draken: Reddingsrijders                 | Stem van Labarn                 | 1 aflevering, 1 special |

## Theater
| Jaar | Titel                                    | rol                  | Producent                         |
| ---- | ---------------------------------------- | -------------------- | --------------------------------- |
| 2007 | Wuivend graan                            | Saskia van Woerdekom | Hummelinck Stuurman Theaterbureau |
| 2008 | 90 minuten                               | -                    | Theaterschool                     |
| 2008 | Alle dieren komen op                     | -                    | Circus Treurdier                  |
| 2010 | Karakter                                 | Juffrouw Sibculo     | Hummelinck Stuurman Theaterbureau |
| 2012 | Oom Wanja                                | Sonja                | Hummelinck Stuurman Theaterbureau |
| 2013 | In Limbo                                 | -                    | Over het IJ Festival              |
| 2013 | De donkere kamer van Damokles            | Marianne             | Hummelinck Stuurman Theaterbureau |
| 2014 | Club 27                                  | -                    | Van 't Hoff Theater               |
| 2014 | Keten                                    | -                    | Toneelgroep Oostpool              |
| 2016 | Bomans                                   | -                    | Hummelinck Stuurman Theaterbureau |
| 2017 | Salaam Jeruzalem                         | -                    | De Nieuw Amsterdam                |
| 2018 | Wijn                                     | Eveline              | Hummelinck Stuurman Theaterbureau |
| 2018 | Een man een man                          | serveerster          | Hummelinck Stuurman Theaterbureau |
| 2019 | Er viel dus een tak in de gracht         | Wanda                | Wouter Brouwers                   |
| 2020 | De hokje                                 | -                    | Bellevue Producties               |
| 2021 | Schuld of onschuld: Midwinternachtsmoord | -                    | Korthals Stuurman Theaterbureau   |
| 2022 | De Grote Actualiteiten Tombola           | -                    | Korthals Stuurman Theaterbureau   |